# Cima di Fiorina
La Cima di Fiorina (1.810 m s.l.m. - detta anche Cima di Fojorina) è una montagna delle Prealpi Comasche nelle Prealpi Luganesi. Si trova sul confine tra l'Italia e la Svizzera.

## Caratteristiche
La montagna è collocata a nord del Lago di Lugano tra il Gazzirola e la Cima dell'Oress.